# 9350 Waseda
A 9350 Waseda (ideiglenes jelöléssel 1991 TH2) a Naprendszer kisbolygóövében található aszteroida. Masanori Hirasawa és Shohei Suzuki fedezte fel 1991. október 13-án.